# America's Best Comics
America's Best Comics (conosciuto anche come ABC) è un sottomarchio della WildStorm, marchio editoriale di fumetti statunitense. Pubblica storie di personaggi creati dallo scrittore Alan Moore.

## Storia
Nacque nel 1999 da un'idea proposta a Moore dal fondatore della WildStorm, Jim Lee, quando era ancora alla Image; successivamente la Wildstorm venne venduta alla DC Comics all'insaputa di Moore il quale era noto non avrebbe mai più lavorato per la DC. In base all'intervista che Moore ha rilasciato a George Khoury nel libro The Extraordinary Works of Alan Moore, quando Lee lo vide per la prima volta dopo la vendita, l'imponente figura di Moore che reggeva il suo bastone da passeggio dalla testa di serpente lo impressionò a tal punto che era sicuro che Moore (ancora ignaro di tutto) lo avrebbe bastonato fino a renderlo privo di sensi. Moore all'inizio fu riluttante all'idea di continuare, ma alla fine decise di accettare la situazione, in quanto aveva promesso lavoro a molti suoi amici artisti della defunta linea Awesome Comics di Rob Liefeld. Nella stessa intervista, Moore affermò che era meglio rimangiarsi un principio per un bene maggiore piuttosto che non avere affatto dei principi nella vita.
Alcuni titoli erano stati pensati da Moore per la casa editrice di Rob Liefeld, la Awesome Comics, ma non erano stati realizzati a seguito del fallimento di questa; tra questi c'erano The League of Extraordinary Gentlefolk - un primo abbozzo di quella che sarebbe divenuta dopo La Lega degli Straordinari Gentlemen - e Glory, che sarebbe stato alla base di Promethea.
Sotto questa nuova etichetta, Moore ha creato molte serie di successo come:
- La Lega degli Straordinari Gentlemen;
- Promethea
- Tom Strong
- Tomorrow Stories: una raccolta di storie brevi satiriche con personaggi come Cobweb, Greyshirt, Jack B. Quick, First American & U.S. Angel e Splash Brannigan.
- Top 10

Alcuni spin-off sono stati scritti da altri autori, come Peter Hogan (Terra Obscura), Rick Veitch (Greyshirt: Indigo Sunset) e Steve Moore (che ha scritto Tom Strong's Terrific Tales insieme ad Alan Moore). Tra i disegnatori che contribuirono regolarmente ci furono Kevin O'Neill, Chris Sprouse, Rick Veitch, J.H. Williams III, Gene Ha, Zander Cannon, Kevin Nowlan, Hilary Barta, Melinda Gebbie, Jim Baikie, Yanick Paquette e Art Adams. Tutto il lettering della linea ABC è realizzato da Todd Klein, con l'eccezione de La Lega degli Straordinari Gentlemen di cui si occupa Bill Oakley.
Moore annunciò poi che con il n. 32 di Promethea l'universo ABC si sarebbe concluso e lui si sarebbe ritirato. La linea ABC è continuata senza Mooore, realizzata da altri scrittori.
- Tom Strong, ad esempio, dal novembre 2003 è stato scritto interamente da autori ospiti: Peter Hogan, Geoff Johns, Mark Schultz, Steve Aylett, Brian K. Vaughan, Ed Brubaker e Michael Moorcock.
- Un seguito di Top 10 chiamato Beyond The Farthest Precinct è stato realizzato dal romanziere Paul Di Filippo e dal disegnatore Jerry Ordway.
- Un'altra miniserie, America's Best Comics: A to Z, cominciata nel settembre 2005 e realizzata da Peter Hogan e Steve Moore, sta esplorando i rimanenti segreti di tutti i principali personaggi ABC.

## Catalogo

### Serie e miniserie
- America's Best Comics: A to Z
- La Lega degli Straordinari Gentlemen
- Promethea
- Tom Strong
  - Tom Strong's Terrific Tales (serie antologica di racconti)
  - Terra Obscura (spin-off scritto da Peter Hogan basato su vecchi personaggi della Nedor Comics)
- Tomorrow Stories
  - Greyshirt: Indigo Sunset (miniserie scritta e disegnata da Rick Veitch)
- Top 10
  - Smax (miniserie)
  - Top 10: The Forty-Niners (graphic novel)
  - Top 10: Beyond the Farthest Precinct (miniserie)

### Speciali
- America's Best Comics Sneak Preview (supplemento a Wizard n. 91 del marzo 1999, poi ristampata sul 64-Page Giant)
- America's Best Comics 64 Page Giant (raccolta di storie brevi di tutti i personaggi ABC)
- America's Best Comic's Sketchbook (raccolta di schizzi degli artisti ABC)
- Many Worlds of Tesla Strong (speciale di 64 pagine)

### Ristampe
- America's Best Comics (raccolta di 64 Page Giant, Sketchbook e Many Worlds of Tesla Strong)
- Promethea Covers Collection (raccolta di tutte le 32 copertine di Promethea)

## Pubblicazione italiana
In Italia le serie ABC sono pubblicate dalla casa editrice Magic Press dal 2000 sulla collana bimestrale America's Best Comics e su volumi brossurati.
- America's Best Comics, bimestrale brossurato da 96 pagine
- America's Best Comics Special (aprile 2003), 120 pagine
- America's Best Comics Special n. 2: I molti mondi di Tesla Strong (dicembre 2003), 72 pagine
- Greyshirt: Indigo Sunset vol. 1 (giugno 2004), 120 pagine, ISBN 88-87006-97-0
- Greyshirt: Indigo Sunset vol. 2 (settembre 2005), 120 pagine, ISBN 88-7759-069-6
- La Lega degli Straordinari Gentlemen vol. 1 (ottobre 2002)), 192 pagine, ISBN 88-87006-24-5
- La Lega degli Straordinari Gentlemen vol. 2 (dicembre 2004), 228 pagine, ISBN 88-7759-005-X
- Promethea vol. 1, 176 pagine
- Promethea vol. 2 (settembre 2005), 168 pagine, ISBN 88-7759-063-7
- Promethea vol. 3, 168 pagine, ISBN 88-7759-104-8
- Promethea vol. 4 (luglio 2008), 180 pagine, ISBN 978-88-7759-217-0
- Promethea vol. 5 (ottobre 2008), 208 pagine, ISBN 978-88-7759-248-4
- Tom Strong vol. 1 (maggio 2003), 208 pagine, ISBN 88-87006-48-2
- Tom Strong vol. 2 (agosto 2005), 192 pagine, ISBN 88-7759-062-9
- Tom Strong vol. 3 (aprile 2006), 144 pagine, ISBN 88-7759-103-X
- Tom Strong vol. 4 (giugno 2008), 180 pagine, ISBN 978-88-7759-210-1
- Tom Strong vol. 5 (settembre 2008), 132 pagine, ISBN 978-88-7759-236-1
- Tom Strong vol. 6 (gennaio 2009), 160 pagine, ISBN 978-88-7759-291-0
- Tomorrow Stories vol. 1 (settembre 2004), 180 pagine, ISBN 88-7759-006-8
- Tomorrow Stories vol. 2 (giugno 2006), 192 pagine, ISBN 88-7759123-4
- Top 10 vol. 1 (dicembre 2002), 112 pagine, ISBN 88-87006-35-0
- Top 10 vol. 2 (agosto 2003), 112 pagine, ISBN 88-87006-60-1
- Top 10 vol. 3 (agosto 2004), 120 pagine, ISBN 88-7759-001-7
- Top 10 Special: Smax (maggio 2006), 120 pagine, ISBN 88-7759115-3
- Top 10 Special: Quelli del quarantanove (giugno 2006), 104 pagine, ISBN 88-7759-120-X
- Top 10 Special: Oltre l'ultimo distretto (giugno 2008), 136 pagine, ISBN 978-88-7759-213-2